# اصول علم بلاغت در زبان فارسی
اصول علم بلاغت در زبان فارسی کتابی از غلامحسین رضانژاد است که در سال ۱۳۶۷ منتشر و در مراسم کتاب سال جمهوری اسلامی ایران به‌عنوان کتاب برگزیده معرفی شد.